# Johann Albrecht Friedrich Eichhorn

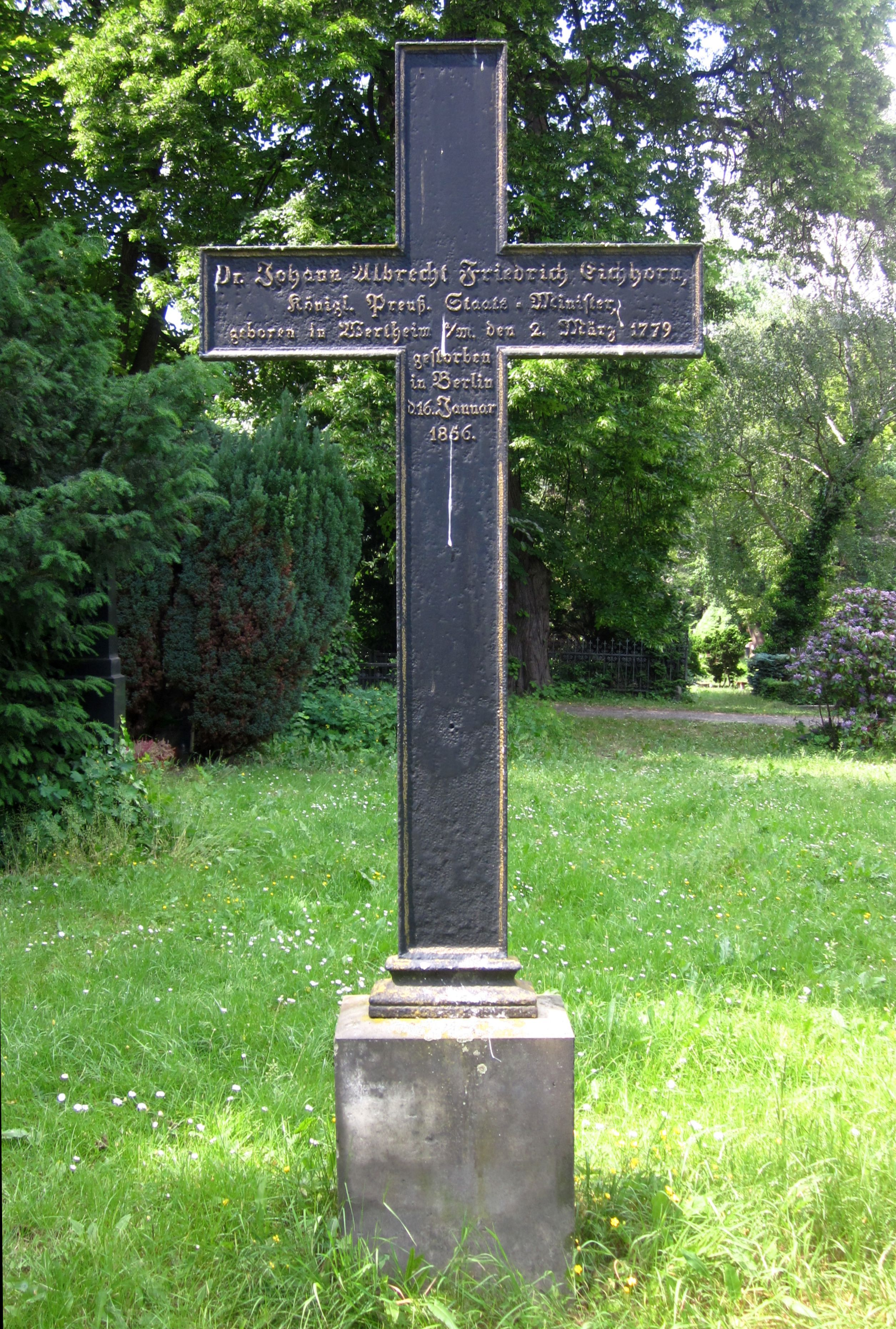
Sepultura de Eichhorn em Kreuzberg (Berlim).

Johann Albrecht Friedrich Eichhorn (Wertheim, 2 de março de 1779 — Berlim, 16 de janeiro de 1856) foi um político prussiano que entre 1840 e 1848 exerceu as funções de ministro encarregue das pastas da cultura, educação e saúde (Preußisches Ministerium der geistlichen, Unterrichts- und Medizinalangelegenheiten).

## Biografia
Nasceu no seio de uma família ligada ao alto funcionalismo público, filho de Carl Ludwig Eichhorn, ao tempo membro do conselho condal de Löwenstein-Wertheim, e de sua esposa Maria Sophia (nascida Führer). Casou em 1811 com Elenora Philippine Amalia Sack (1783–1862), filha de Friedrich Samuel Gottfried Sack, capelão da corte de Berlim e depois bispo luterano. Entre os seus filhos conta-se Hermann von Eichhorn, que veio a ser presidente do governo da Província de Vestfália (em alemão:  Provinz Westfalen), em Minden.
Eichhorn frequentou o ensino básico e preparatório em Wertheim e em 1796 ingressou no curso de Direito da Universidade de Göttingen, em Göttingen, concluindo o curso em 1799. Após a conclusão do curso empregou-se durante um curto período como tutor dos filhos da família von Auer, de Kleve, mas logo em 1800 passou a exercer as funções de auditor (em alemão:  Auskultator) no tribunal superior daquela cidade. Nesse mesmo período exerceu as funções de quartel-mestre regimental no batalhão do conde von Wedel em alemão:  Bataillon Graf Wedel. Em 1802, com a mudança daquela unidade militar para Hildesheim, fixou-se naquela cidade, mantendo igualmente funções no respectivo tribunal superior.
Realizou em 1806 o exame de estado de acesso à função de assessor judicial (em alemão:  Kammergerichtsassessor) sendo colocado nessas funções em Berlim. Esta colocação em Berlim, então a capital do Reino da Prússia marca o início da carreira política de Eichhorn, permitindo o contacto com as elites governativas prussianas.
Em 1809 aproximou-se de Wilhelm von Dörnberg, então um dos líderes da resistência à ocupação napoleónica de territórios de língua alemã ao longo do rio Reno, acabando por se alistar no Corpo de Voluntários organizado por Ferdinand von Schill, o Schillsche Jäger (Corpo de Caçadores de Schill). Contudo, sofreu um acidente que o forçou a retirar-se da actividade militar.
A partir de 1810 passou a exercer funções no tribunal superior de Berlim como conselheiro (em alemão:  Kammergerichtsrat), cargo que acumulou a partir de 1811 com o de síndaco da então recém-fundada  Universidade Humboldt. Em 1813 integrou a comissão encarregue da reforma do Exército Prussiano e incorporou-se no estado-maior do general Gebhard Leberecht von Blücher quando se desencadeou a Guerra Franco-Prussiana de 1813-1815 (em alemão:  Befreiungskriege). Nesse mesmo ano foi nomeado para o departamento administrativo central dos territórios ocupados, comandado por Heinrich Friedrich Karl vom Stein.
Depois de um breve retorno ao serviço judicial, em 1815 transferiu-se, a pedido de Heinrich Friedrich Karl vom Stein, para o serviço diplomático, sendo colocado como diplomata em Paris. No mesmo ano, foi nomeado legatário no Ministério dos Negócios Estrangeiros, integrando o conselho daquele departamento. Nestas funções, foi responsável desde 1817 pela pasta dos "assuntos alemães" e membro da comissão respectiva. Nessas funções, Eichhorn desempenhou um papel importante na preparação da união aduaneira alemã, nomeadamente na inclusão de vários enclaves no território aduaneiro da Prússia. Com esta e outras medidas, a sua colaboração foi instrumental na criação da União Aduaneira Alemã (em alemão:  Deutscher Zollverein), prelúdio da Unificação Alemã. Em 1831 foi nomeado director da Segunda Repartição do Ministério dos Negócios Estrangeiros.
Numa nomeação surpreendente, em 1840 foi escolhido por Friedrich Wilhelm IV para a pasta de Ministro da da Cultura, Instrução e Saúde (em alemão:  Minister der geistlichen, Unterrichts- und Medizinalangelegenheiten) do Reino da Prússia.
Tendo em conta a sua relação familiar com Friedrich Samuel Gottfried Sack, capelão da corte e seu sogro, e a amizade que mantinha com o teólogo e filósofo Friedrich Schleiermacher, a sua nomeação ministerial criou a esperança de que surgiria uma política mais liberal em matéria religiosa e de educação do que aquela que vinha sendo seguida pelo governo prussiano. Contudo, no que respeita à políticas de educação desiludiu os progressistas ao fomentar o fortalecimento da ligação entre o ensino básico e as igrejas, bem como ao proceder ao afastamento do pedagogo reformista Adolph Diesterweg. No que respeita ao ensino universitário, foi fortemente criticado pelo sector progressista ao recorrer aos serviços de Friedrich Wilhelm Joseph Schelling e do pensador político conservador Friedrich Julius Stahl, enquanto dispensava de funções os progressistas Bruno Bauer e Karl Nauwerck.
Procurando a normalização das relações com a Igreja Católica, Eichhorn criou um departamento específico no seu Ministério para os assuntos referentes ao ensino e às instituições católicas. Pretendia contribuir desta forma para tranquilizar os católicos na sequência dos Motins de Colónia (em alemão:  Kölner Wirren). Nos círculos protestantes promoveu a Missão Interior (em alemão:  Innere Mission) e apoiou as actividades de Johann Hinrich Wichern na Prússia. Mas, acima de tudo, Eichhorn empenhou-se na tentativa de aprovação de uma nova constituição sinodal para a igreja protestante prussiana. Com esse objectivo conseguiu a convocação do sínodo geral prussiano de 1846, embora as decisões aprovadas, no entanto, não tenham correspondido aos desejos do rei e por isso não foram aceites por este. Com o início da Revolução de Março, teve que se retirar da actividade política.
Entre 1817 e 1848 foi membro do Conselho de Estado da Prússia. Em 1850 foi  membro da Câmara dos Estados do Parlamento da União de Erfurt (em alemão:  Erfurter Unionsparlament), sendo escolhido para o lugar de membro mais velho, condição em que presidiu à sessão de instalação.
Em honra de Eichhorn foi dado o nome de uma rua na zona da Potsdamer Platz de Berlim. O botânico Karl Sigismund Kunth dedicou-lhe o nome genérico Eichhornia no qual estão incluídos os jacintos-de-água e espécies similares. A Universidade de Göttingen conferiu-lhe em 1837 o grau de doutor honoris causa em ciências jurídicas e em 1855 o mesmo grau em teologia.

## Publicações
Entre outras publicações é autor das seguintes monografias:
- Die Central-Verwaltung der Verbündeten unter dem Freiherrn von Stein. Berlin, 1814.
- An die Widersacher der Vereinigung Sachsens mit Preußen. Frankfurt, 1815